# Stan Horne
Stan Horne (Clanfield, 17 dicembre 1944) è un ex calciatore inglese, di ruolo difensore e centrocampista.

## Carriera
Di ruolo difensore e centrocampista centrale, si forma nel Swindon Town e nell'Aston Villa, esordendo con i Villans nella massima serie inglese nella stagione 1963-1964. Horne è stato considerato erroneamente il primo giocatore nero a giocare nell'Aston Villa, ma in realtà fu Willie Clark all'inizio del XX secolo.
Nel 1965 viene svincolato dal suo club perché ritenuto afflitto da ipertensione arteriosa.
Nella stagione 1965-1966 è in forza al Manchester City, con cui vince il campionato cadetto, ottenendo così la promozione in massima serie. Horne esordì in campionato con il club di Manchester il 25 settembre 1965, e risulta il primo giocatore nero a giocare nei Citiziens. Nella stagione 1967-1968 con il City vince il campionato, superando di due punti i concittadini del Manchester Utd. Il suo impiego con il City dopo la promozione fu limitato a causa di un infortunio al tendine d'Achille. In totale Horne ha giocato con il Manchester City 66 incontri, 50 in campionato e 16 nelle coppe nazionali.
Nella stagione 1968-1969 scende di categoria per giocare con gli appena retrocessi londinesi del Fulham, con cui retrocede in terza serie a causa dell'ultimo posto ottenuto in campionato. Nella stagione 1970-1971, grazie al secondo posto ottenuto, ottiene la promozione in categoria. Con il Fulham gioca altre due stagioni in cadetteria.
L'esperienza con il Fulham è interrotta nel 1972 per un breve passaggio in prestito agli statunitensi del St. Louis Stars, senza però mai esordire ufficialmente.
Dopo aver giocato nel Chester, torna negli Stati Uniti per giocare nel Denver Dynamos, con cui non supera la fase a gironi della North American Soccer League 1974.
Terminata l'esperienza americana, chiude la carriera nel Rochdale nel 1975.

## Palmarès
- Second Division: 1

Manchester City: 1965-1966
- Campionato inglese: 1

Manchester City: 1967-1968